# مايك ديفيس (لاعب كرة سلة مواليد 1956)
مايك ديفيس (بالإنجليزية: Mike Davis)‏ مواليد 2 أغسطس 1956، هو لاعب كرة سلة أمريكي معتزل. بدأ مسيرته الاحترافية في سنة 1978. يبلغ طوله 6 قدم 10 بوصة (2.1 م). اعتزل اللعب في 1991.

## المسيرة الاحترافية
لعب مع فيرتوس روما في الدوري الإيطالي من سنة 1978 إلى 1981، ثم لعب مع باسكت نابولي في موسم 1981–1982، ثم لعب مع نيويورك نيكس في سنة 1982، ثم لعب مع نيويورك نيكس في سنة 1983، ثم لعب مع برشلونة في الدوري الإسباني من سنة 1983 إلى 1985، ثم لعب مع ليموج سي إس بي في الدوري الفرنسي في موسم 1985–1986، ثم لعب مع أماتوري أوديني في موسم 1986–1987، ثم لعب مع تريفيزو لكرة السلة في الدوري الإيطالي في موسم 1987–1988.

## روابط خارجية
- مايك ديفيس على موقع إن بي أي (الإنجليزية)
- مايك ديفيس على موقع سبورتس رفرنس (الإنجليزية)
- مايك ديفيس على موقع الدوري الإسباني لكرة السلة (الإسبانية)
- مايك ديفيس على موقع كلية كرة السلة في سبورتس رفرنس.كوم (الإنجليزية)
- مايك ديفيس على موقع ريلجم (الإنجليزية)
- مايك ديفيس على موقع بروبوليرز (الإنجليزية)
- مايك ديفيس على موقع سبورتس رفرنس (الإنجليزية)